# Gekroesde rolvaren
De gekroesde rolvaren (Cryptogramma crispa) is een varen uit de lintvarenfamilie (Pteridaceae). Het is een soort van silicaatrijke bodems uit gebergtes van het noordelijk halfrond, die zeer zelden in de Belgische Ardennen (Hoge Venen) te vinden is.

## Naamgeving enetymologie
- Synoniemen: Acrostichum crispum Vill. (1789),  Allosorus crispus (L.) Röhling (1813), Allosorus crispus Bernh. ex Spreng. (1827), Blechnum crispum Hartm. (1820), Onoclea crispa Hoffm. (1795), Osmunda crispa L. (1753), Osmunda rupestris Salisb. (1796), Phorolobus crispus Desv. (1827), Polypodium crispum Roth (1794), Pteris crispa All. (1785), Pteris tenuifolia Lam. (1778), Stegania onocleoides Gray (1821), Struthiopteris crispa Wallr. (1831)

- Duits: Krauser Rollfarn
- Engels: Parsley Fern, Crisp Rockbrake
- Frans: Cryptogramme crispée, Allosore

De botanische naam Cryptogramma is afgeleid van het Oudgriekse κρυπτός, kruptos, (verborgen) en γραμμή, grammē, (lijn), naar de wat verborgen liggende sporenhoopjes. De soortaanduiding crispum komt van het Latijnse 'crispus' en betekent 'gekruld' of 'gekroesd', naar de vorm van de bladen.

## Kenmerken
De gekroesde rolvaren is een kleine, overblijvende, hemikryptofiete varen met korte, vertakte, kruipende en geschubde rizomen en in dichte bundels geplaatste, tot 30 cm lange en 8 cm brede bladen. De bladsteel is aan de basis geel gekleurd, met schubben bezet en omvat twee vaatbundels. De steel is ongeveer tweemaal zo lang als de bladschijf.

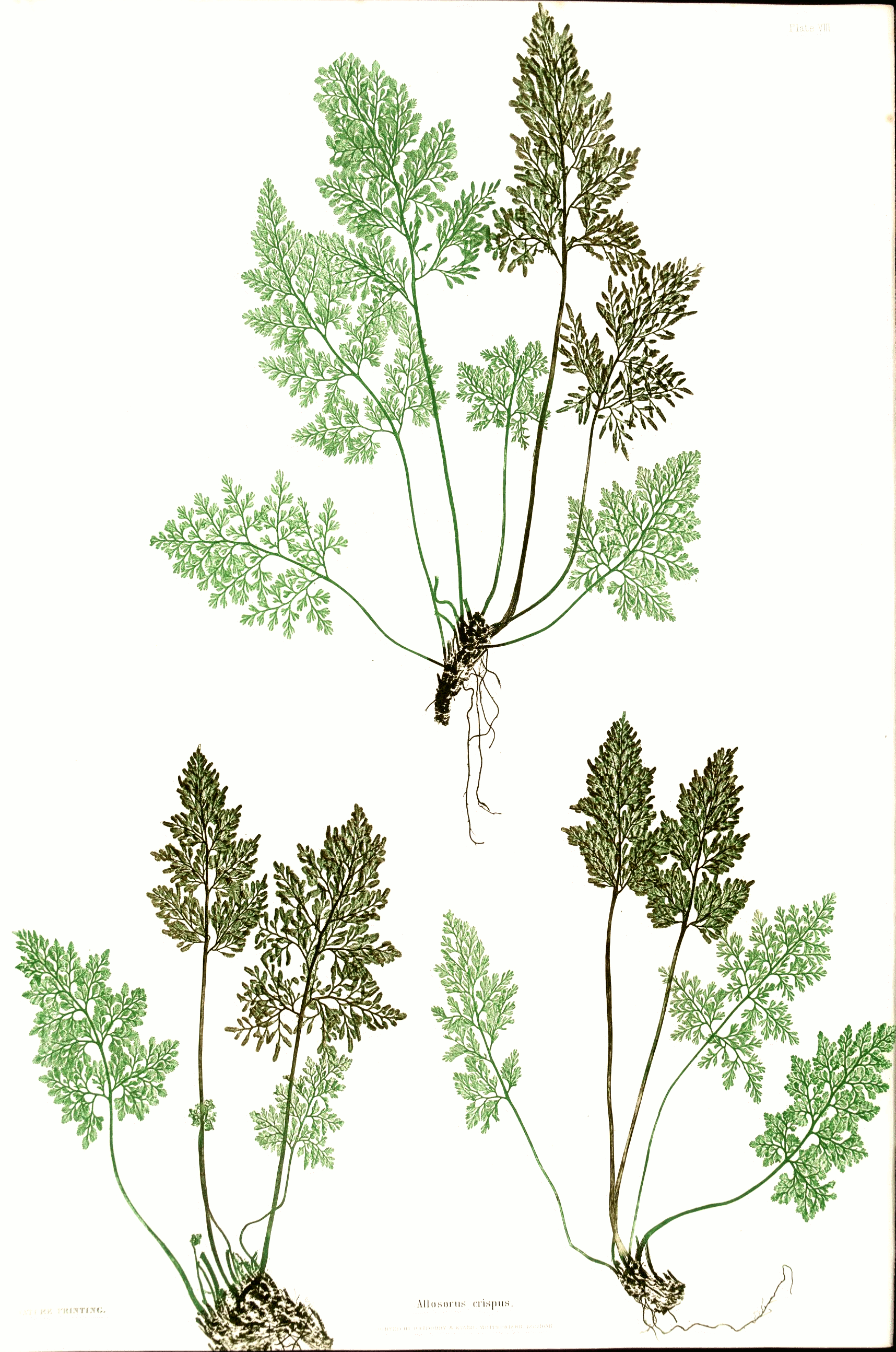
Bemerk het onderscheid tussen de steriele (lichtgroene) en fertiele (donkergroene) bladen.

De bladen zijn driehoekig tot ovaal van vorm, lichtgroen gekleurd, onbehaard en drievoudig gedeeld. Ze zijn dimorf: de fertiele bladen zijn tot tweemaal langer, en hebben smallere bladslipjes dan de steriele, die rondom staan. De vier tot zes paar blaadjes van tweede orde zijn ovaal, tot 4 cm lang. De bladranden zijn getand, de bladranden van de fertiele bladen zijn dikwijls omgerold.
De sporenhoopjes liggen aan de toppen van de onderzijde van de vruchtbare bladen, onder de omgerolde bladranden. Er is geen dekvliesje. De sporen zijn rijp in de zomer.

## Habitat
De gekroesde rolvaren komt voor op silicaatrijke, rotsige bodems, op halfbeschaduwde of open plaatsen, zoals in rotsspleten, op kliffen en tussen stenen op puinhellingen. Dikwijls op vrij droge plaatsen, maar waar de sneeuw lang blijft liggen. Vooral in midden- tot hooggebergtes, maar soms ook op lagere hoogten.

## Voorkomen
De gekroesde rolvaren is wijd verspreid over Europa, van Scandinavië tot het Middellands Zeegebied, verder in Turkije, het Midden-Oosten, Rusland, China, Japan en de Pacifische kust van Noord-Amerika.
De soort is in België heel uitzonderlijk gevonden in de Hoge Venen, net als in de Eifel net over de Duitse grens.

## Verwante en gelijkende soorten
De gekroesde rolvaren heeft in Europa geen nauwe verwanten.
Verwarring met andere varens is nauwelijks mogelijk. Enkel de noordse streepvaren (Asplenium septentrionale) en Cystopteris alpina vertonen enige gelijkenis met de gekroesde rolvaren en komen in soortgelijke biotopen voor, maar de tweevormige bladen komt enkel bij deze laatste voor.

## Zeldzaamheid en bescherming
De gekroesde rolvaren wordt in Vlaanderen en Nederland niet vermeld op de Rode lijsten, maar wel op de Waalse Rode Lijst van planten als 'met uitsterven bedreigd'.